# 최승렬 (1891년)
최승렬(崔昇烈, 일본식 이름: 德山昇烈도쿠야마 쇼레쓰, 1891년 5월 15일 ~ 1971년 10월 31일)은 일제강점기의 관료 겸 기업인이다.

## 생애
1914년 3월 경성고등보통학교를 졸업했고 1916년 전라북도 전주군 판임관 견습을 역임했다. 1917년부터 1919년까지 전라북도 전주군 서기를 역임했으며 1922년 만주와 몽골을 시찰했다.
1925년 일삼상회(一三商會) 이사와 전라북도 임산조합연합회(林産組合聯合會) 부회장을 역임했으며 1926년 전북여자고등보통학교 기부금 모집위원과 전주교풍회 임시총회 개최 준비위원, 전라북도 전주군 전주면 부면장을 역임했다. 1927년 전북가축공진회 부회장을 역임했고 1927년 12월부터 1931년까지 전북비료주식회사 이사를 역임했다.
1929년 12월부터 1931년 5월까지 전라북도 전주군 전주면협의회원(보궐, 1931년 이후에는 전주읍회의원)을 역임했고 1930년부터 1931년까지 전북자동차협회장을 역임했다. 대전상사(大全商社) 이사(1931년 ~ 1942년), 조선교통주식회사 감사(1934년 8월 ~ 1937년), 공화자동차운수(共和自動車運輸, 1935년 ~ 1942년) 사장을 역임했으며 1935년 9월부터 1936년까지 전주상공회의소 발기인과 교통부 의원을 역임했다.
1935년 11월부터 1939년까지 전주부회의원을 역임했고 1936년부터 1942년까지 조선지업주식회사(朝鮮紙業株式會社) 사장과 감사를 역임했다. 전북보디제작(1937년) 감사, 조선약업(朝鮮藥業) 감사(1937년 ~ 1939년), 선만교통(鮮滿交通) 감사(1939년), 전북신보사(全北新報社) 감사(1941년 6월), 금산운수(錦山運輸) 감사(1942년)를 역임했으며 1938년 전주 지역 총후후원강화 부인시국강화회 강사로 활동했다.
1941년 전북공예진흥회 평의원(1941년 1월)과 흥아보국단 전북 준비위원(1941년 8월), 조선임전보국단 발기인 겸 평의원(1941년 8월)을 역임했고 1941년 5월부터 1945년 광복 때까지 관선 전북도회의원을 역임했다. 1943년 9월 29일 전라북도 집단 검진용 뢴트겐(X선) 장치비 10,000원을 기부한 공로로 일본 정부로부터 감수포장(紺綏褒章)과 상배를 받았으며 1944년 국민총력조선연맹 이사를 역임했다. 1944년 9월 전라북도상공경제회 설립위원을 역임했으며 1945년 6월부터 1945년 8월 광복 때까지 조선총독부 중추원 참의를 역임했다.
친일파 708인 명단의 중추원 부문과 기타 부문, 민족문제연구소의 친일인명사전 수록자 명단의 중추원 부문과 경제 부문, 친일반민족행위진상규명위원회가 발표한 친일반민족행위 705인 명단에 포함되었다.

## 참고자료
- 친일반민족행위진상규명위원회 (2009). 〈최승렬〉. 《친일반민족행위진상규명 보고서 Ⅳ-17》. 서울. 929~946쪽.